# Hypnum usagarum
Hypnum usagarum là một loài Rêu trong họ Hypnaceae. Loài này được Mitt. mô tả khoa học đầu tiên năm 1886.